# Magnetotaktikus baktériumok
A magnetotaktikus baktériumok olyan baktériumok, amelyekben 50 nanométeres magnetit kristályok, egyenletes láncszerű elrendeződésben, egy füzért alkotnak a baktérium testén belül. A nanokristályok lánca egy hártyával határolt zsákban, a magnetoszómában helyezkedik el. A magnetit kristályok szép sajátalakúak, ezt az alakot a testszövetek segítségével alakítja ki az élőlény.
A magnetotaktikus baktériumok a bennük végighúzódó mágneses kristálylánccal érzékeli a térbeli helyzetét, elsősorban a tér mágneses viszonyai alapján, mivel a láncot alkotó magnetit mágneses ásvány. Ideális próbatest a mágneses tér észlelésére, mert a füzérek a külső mágneses erő hatására beállnak a környezet mágneses erővonalainak irányába.
Kétféle magnetotaktikus baktérium van. Az egyiknél a csilló felőli végén van a délinek nevezhető pólus, a másiknál megfordítva, a csillónál az északi pólus helyezkedik el. A magnetotaktikus baktériumokat föl lehet használni kis mennyiségben rendelkezésre álló anyagok mágneses tulajdonságainak föltérképezésére. Ilyet a legutóbbi vizsgálatok esetében a marsi meteoritokon végeztek.

## Mérések magnetotaktikus baktériumokkal
A magnetotaktikus baktériumok élő kis mágnesek. Alkalmasak arra, hogy érzékeljék az igen kicsiny mágneses tereket is. Ma már az ásványtanban kihasználják azt a tulajdonságukat, hogy a vizsgált mintadarabon a mágneses szemcsék fölött helyezkednek el. Ilyen vizsgálatokat marsi meteoritokon is elvégeztek. Az ALH77005 és a Yamato-000097 shergottitokban a magnetotaktikus baktériumokkal végzett vizsgálat alapján a barna olivin kristályokat találták mágneses tulajdonságúnak.

## Külső hivatkozások
- http://www.lpi.usra.edu/meetings/lpsc2008/pdf/1703.pdf
- http://www.gps.caltech.edu/~jkirschvink/magnetofossil.html
- http://www.calpoly.edu/~rfrankel/mtbcalpoly.htmlArchiválva+2012.+február+4-i+dátummal+a+Wayback+Machine-ben
- http://www.agu.org/revgeophys/moskow01/moskow01.html Archiválva 2007. január 11-i dátummal a Wayback Machine-ben
- http://www.lpi.usra.edu/meetings/lpsc2008/pdf/1703.pdf
- http://www.pnas.org/cgi/content/full/98/5/2176?ck=nck
- Pósfai Mihály: Mágneses Baktériumok - Fizikai Szemle 2009/5. 174. oldal